# マルガレーテ・シュルツ

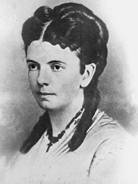
マルガレーテ・シュルツ

マルガレーテ・シュルツ(Margarethe Meyer-Schurz、元々は Margarethe Meyer。 Margaretha Meyer-Schurz 、もしくはMargarethe Schurzとも表記。1833年8月27日 - 1876年3月15日)は、1856年アメリカ合衆国で最初のドイツ語で教える幼稚園を開いた女性。

## 生涯
マルガレーテ・シュルツは、1833年8月27日、ハンブルクの工場主ハインリッヒ・クリスティアン・マイヤーの末娘として生まれる。誕生の数時間後、彼女の母親は亡くなっている。
長女のアマリエとベルタ・ロンゲの感化により、彼女は早くから「ドイツカトリック教徒友愛会」(Freundeskreis der Deutschkatholiken)と接触を持ち、のちに「女性のための大学」(Hochschule für das weibliche Geschlecht)に学んだ。
彼女の15歳年上の姉ベルタは、彼女の夫フリードリッヒ・トラウンとの離婚の後、教会から破門され、ドイツカトリック教会を創始した説教師ヨハンネス・ロンゲと結婚していた。彼の提案で、女性のための大学が、設立されたのである。
1848年革命が挫折した後、ベルタはロンドンに亡命したヨハンネス・ロンゲの後を追ってイギリスに渡った。1851年の秋、ベルタは重い病気になり、急遽自分に代わって家事をしてくれる人間を必要とする事になった。このため、18歳のマルガレーテが、ハンブルクからイギリスの首都へ赴くことになった。彼女はそこでカール・シュルツと知り合うが、彼もまたロンゲと同様政治的な理由でドイツを去ることを余儀なくされた境遇だった。2人は、1852年7月6日ロンドンのメルボンヌ地区で法律上の結婚をし、その後まもなく北米に旅立つことになった。
マルガレーテはフリードリヒ・フレーベルの幼児教育の思想をアメリカにもたらした。彼女はニューヨークで2年間を過ごし、その上で西部に旅立った。彼女は娘アガサ・シュルツを育てている間に、フレーベルの哲学に傾倒するようになった。そして、ウィスコンシン州での四軒の隣人の子どもたちに遊戯や歌、集団あそびで彼らの活力にはけ口を与え、小学校の勉強の準備をしてやった。
周囲のウィスコンシンの親たちは、強い衝撃を受け、シュルツに是非ウォータータウンで幼稚園を開園することを勧めた。これがアメリカ合衆国で最初の幼稚園となる。そして、アメリカ合衆国での初期のほとんどの幼稚園と同様、この幼稚園もドイツ語で指導がされるというものだった。ウォータータウンの幼稚園は、第一次世界大戦の勃発の頃まで存続した。大戦の勃発とともに敵性原語のドイツ語の使用が難しくなったためである。(注記: ウォータータウンの幼稚園は、1854年の秋から1856年の秋まで、マルガレーテ・シュルツの家族がミルウォーキーに引越ししたため、夏の間だけ開園し、ウォータータウンの町に冬が戻ってくる季節になると休園していた。1856年、彼女の家の抵当が、彼女がその年の6月にハンブルクに帰っていた結果として流れてしまった。1年後、彼女はアメリカに戻ってきた。彼女はミズーリに居を定めた。学校は1856年以後は存続できなかった。というのも、学校は公教育の領域に入っていったためである。 
1859年、超越論主義者のエリザベス・ピーボディが、シュルツをウィスコンシン州、ウォータータウンの町に訪問した。彼女は若いアガサ・シュルツの能力と成熟度に感銘を受けた。
マルガレーテ・マイヤー・シュルツは、彼女にフレーベルの教え方を話し、ピーボディは幼稚園至上主義に改心した。シュルツ夫人の健康が、彼女に仕事を続けていくのを妨げるようになったところで、ピーボディが国民一人ひとりから認められた初期教育の守護者になっていった。そして、ピーボディは、幼稚園が国中に広がっていくのを見守った。
ウィスコンシン州のウォータータウンで、彼らはささやかな牧畜場を手に入れた。この牧場を手に入れるための資金はマルガレーテが提供した。ここで、1856年彼女はアメリカ合衆国で初めてのドイツ語で教育する幼稚園を開設した。
彼女は、1876年3月15日、セントルイスで43歳で亡くなった。息子ヘルベルトの出産の3日後のことであった。彼女の遺体は、ハンブルクに運ばれ、そこで聖パウロ教会の墓地に埋葬された。1914年オールスドルファー墓地に改葬された。墓碑は、1965年まで存在した。2002年以降は、「女性たちの庭」のいわゆる「思い出の螺旋」の中のひとつの石が彼女の祈念となっている。
1929年3月2日、ウォータータウンでマルガレーテ・シュルツを称える記念碑の除幕式が行われた。
1929年3月2日、アメリカで最初に開園した幼稚園の建物から2、3フィート離れたところに、「1856年アメリカで最初の幼稚園を開園したカール・シュルツ夫人（1833年8月27日 - 1856年3月15日）を記念して」と記した記念プレートが設置された。
ウォータータウンのN.セコンドとジョーンズ通りの角地に復元された最初の幼稚園の建物は、1956年12月にオクタゴンハウスの敷地に移設された。復元された建物は、1957年9月15日に除幕式が行われた。建物の内部、教室として使われていた居間は当時の家具調度で整えられ、誕生間もない時期の幼稚園のクラスの雰囲気を今に伝えている。この建物は、1972年にアメリカ合衆国国家歴史登録財に登録されている。

## 注記
- 名前の記載について: ハンブルク=エッペンドルフの聖ヨハンネス教会の洗礼簿には、彼女はアガサ・マルガレータ(Agatha Margaretha)の名で記載されている。
- 宗教について: 文献によっては、マイヤー家は、しばしば「裕福なユダヤ人商人」と記されている。たとえば、ハンナ・ヴェルヴァス・スウァートの伝記Margarethe Meyer-Schurzなどはそうである。しかし、マイヤー家は、プロテスタントの信徒で、マイヤーは商人ではなく、工場経営者である。 Vgl. これについては以下の文献を参照のこと。 den Aufsatz von Helmut und Marianne Hirsch (siehe unten) so wie Meyers Biographie von Dieter Rednak (siehe unten).

## 文献
- Greta Anderson: More than Petticoats. Remarkable Wisconsin Women. Guilford/USA, 2004, S. 37–48.
- Hannah Werwath Swart: Margarethe Meyer Schurz. A Biography. Watertown 1967.
- Heinrich Adolph Meyer: Erinnerungen an Heinrich Christian Meyer. Für die Familie gesammelt von seinem Sohne Heinr. Ad. Meyer. Hamburg 1887.
- Amalie Henriette Westendarp: Meine Mutter. Agathe Margarethe Meyer, geb. Beusch. geb. 1794, gest. 1833. Handschriftliche Aufzeichnungen. Archiv der Firma H. C. Meyer jr. Hamburg 1887.
- Dieter Rednak: Heinrich Christian Meyer (1797–1848) – genannt „Stockmeyer“. Vom Handwerker zum Großindustriellen. Eine biedermeierliche Karriere. Hamburg 1992.
- Helmut und Marianne Hirsch: Stammte Margarethe Meyer-Schurz aus einer ursprünglich jüdischen Familie? Zur Problematik ihrer ersten Biographie. In: Ludger Heid, Joachim H. Knoll (Hrsg.): Deutsch- Jüdische Geschichte. Stuttgart, Bonn 1992, S. 85–106.
- Marie Kortmann: Emilie Wüstenfeld. Eine Hamburger Bürgerin. Hamburg 1927.
- Inge Grolle: Bertha Traun-Ronge 1818–1863). Das Ideal und das Leben. In: Irina Hundt (Hrsg.): Vom Salon zur Barrikade. Frauen der Heinezeit. Stuttgart 2002, S. 377–389.
- Inge Grolle: Die freisinnigen Frauen. Charlotte Paulsen, Johanna Goldschmidt, Emilie Wüstenfeld. Bremen 2000.
- Rita Bake: Bertha Traun (Bertha Ronge geb. Meyer geschiedene Traun). Mitbegründerin des Frauenvereins zur Unterstützung der Deutschkatholiken, des Sozialen Vereins zur Ausgleichung konfessioneller Unterschiede und der Hochschule für das weibliche Geschlecht. In: Rita Bake, Brita Reimers (Hrsg.): Stadt der toten Frauen. Frauenportraits und Lebensbilder vom Friedhof Hamburg Ohlsdorf. Hamburg 1997, S. 240–242.
- Carl Schurz: Lebenserinnerungen. Vom deutschen Freiheitskämpfer zum amerikanischen Staatsmann. Mit einem Vorwort von Theodor Heuss. Zürich 1988.
- Gerd Stolz: Wie der Kindergarten nach Amerika kam – Margarethe Meyer Schurz und die „deutsche Idee“. In: Globus. H. 4, 2003, S. 6–9.
- Gerd Stolz: Margarethe Meyer Schurz – eine Pionierin der Kindergarten-Idee aus Norddeutschland in den USA. In: Natur- und Landeskunde. 111. Jg., H. 3/4, 2004, S. 29–35.
- Gerd Stolz: Das Leben der Margarethe Meyer Schurz. Wegbereiterin des Kindergartens in den USA. Husum 2007.
- James E. Haas: Conrad Poppenhusen. The Life of a German-American Industrial Pioneer. Baltimore 2004.
- Eckhart Pilick: Lexikon freireligiöser Personen. Pfalz 2006.
- Mrs. Follen: The Pedler of dust Sticks. Boston 1854.
- Elizabeth Jenkins: How the Kindergarten Found its Way to America. In: Wisconsin Magazine of History. 14, 1, 1930, S. 46–62.
- Manfred Berger: Margaretha Schurz: Amerikas First Kindergarten. In: Kinderzeit. H.3, 1996.
- Sylvia Paletschek: Frauen und Dissens. Frauen im Deutschkatholizismus und in den freien Gemeinden 1841–1852. Göttingen 1990.